# Juniperus macrocarpa
El enebro marítimo (Juniperus macrocarpa o sinónimo Juniperus oxycedrus macrocarpa) es un arbusto de la familia de las cupresáceas.

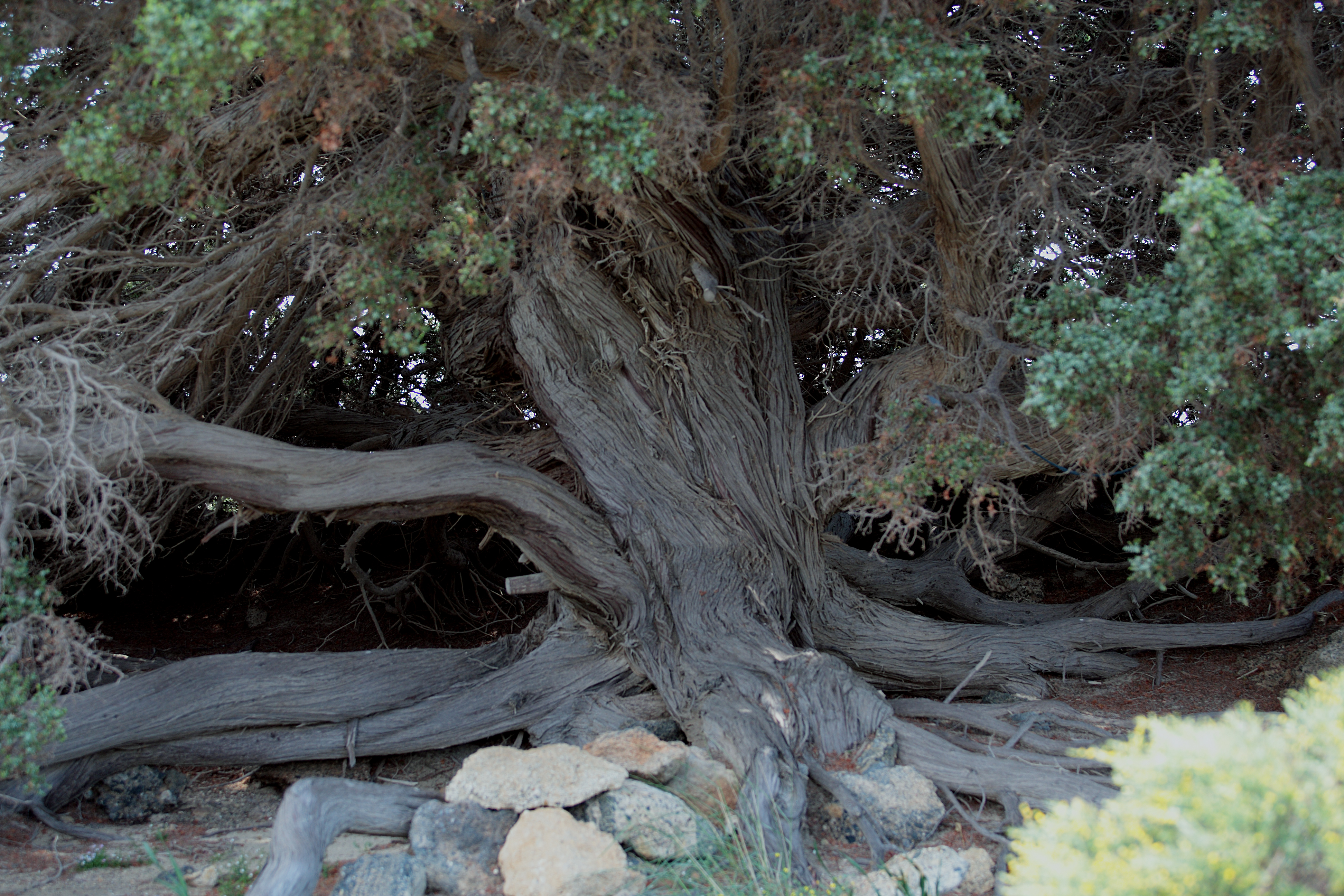
Vista del árbol

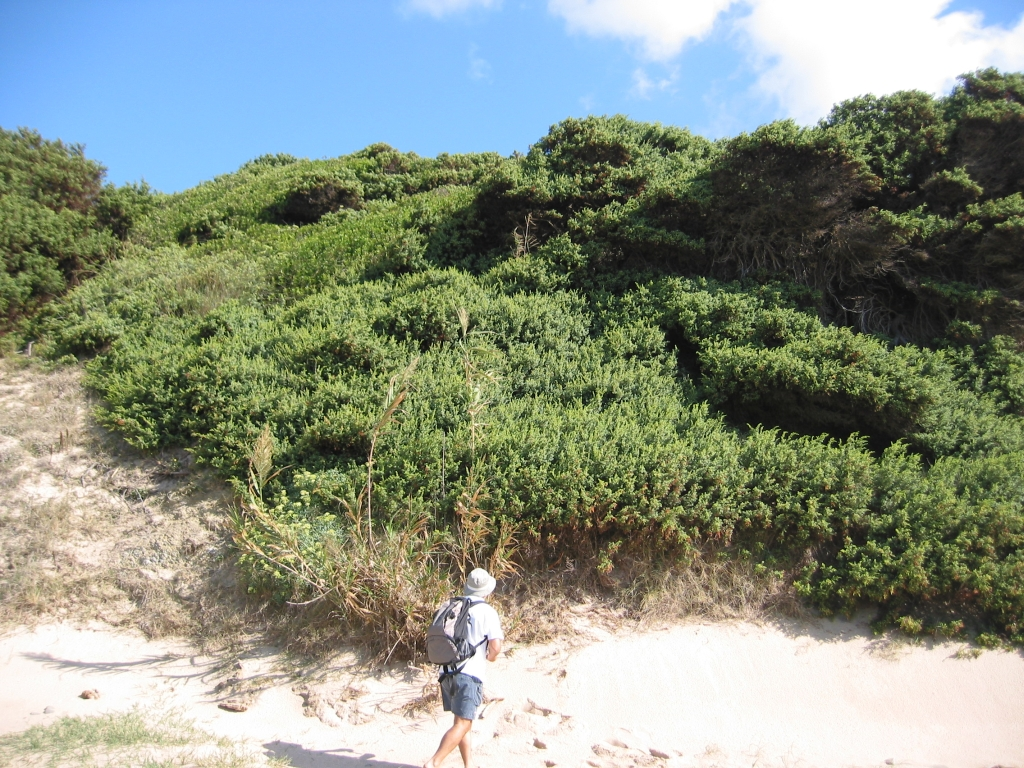
Hábitat

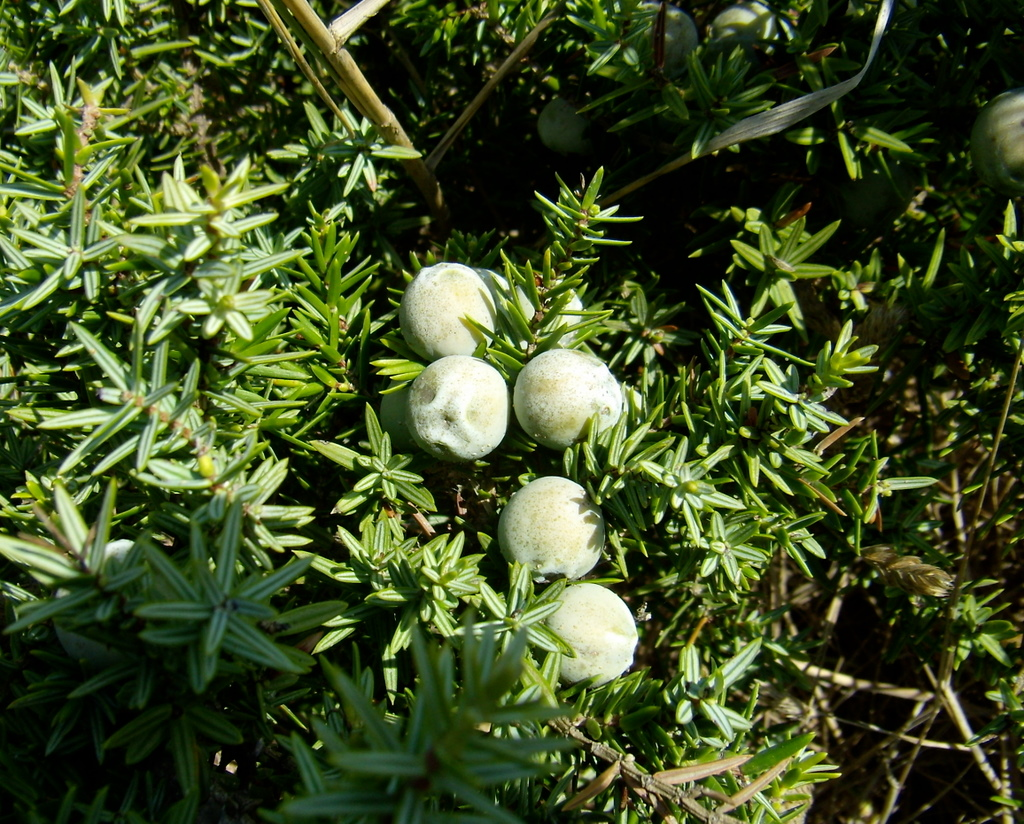
Detalle

## Descripción
Mide 1-3 m y tiene las arcéstidas gruesas, ovoides, de 1,2-1,5 cm, al principio de color azulado, y al madurar de un color pardo oscuro y con la superficie mate; Hojas de 20-25 x 2-2.5 mm, triverticiladas, aciculares, rígidas, de ápice punzante, con dos franjas blancas en el haz separadas por un nervio verde más estrecho. Las hojas son también más anchas que las de Juniperus oxycedrus de 2-2,5 mm de anchura. Conos masculinos axilares, de hasta 6 mm, globosos u ovoideos, subsésiles, pardo-rojizos, formados por escamas subpeltadas de disposición
verticilada, portando cada una de tres a siete sacos polínicos en su cara inferior. Conos femeninos axilares, de hasta 3 mm, de subglobosos a ovoideos, truncados en el ápice, subsésiles, verdosos, formados por escamas triverticiladas, siendo sólo fértiles generalmente las tres superiores. La floración tiene lugar en otoño invierno. Los ejemplares masculinos presentan estróbilos pardo-rojizos claramente visibles. Los femeninos tienen estróbilos verdosos y poco perceptibles. En general, ambos tipos de estróbilos tienden a disponerse en las ramificaciones periféricas para favorecer en lo posible su polinización anemófila. La fructificación es primaveral, produciéndose la maduración de las gálbulas al segundo año. El número de semillas más frecuente varía de 2 a 3, aunque pueden encontrarse desde 1 hasta 7 (-9).

## Hábitat
Dunas y arenales marítimos, raramente en suelos litorales descarnados (sobre rocas).

## Distribución
Su área geográfica se extiende por la región mediterránea y oeste de Asia, hasta Siria. Se localiza en el norte de África, en la península ibérica, en España en Mallorca y costas de  Valencia y Andalucía ( Cádiz y Huelva), aunque parece encontrarse también en algunos puntos del interior de las Sierras Béticas.

## Observaciones
Está protegido por ley en Andalucía y en Valencia, pero no en Baleares. Se conocen varias poblaciones de distinta importancia (5.213 individuos en Ca’n Pica Fort, Mallorca y 9 en Puig des Sabinar, Ibiza). En algunas zonas como El Saler (Valencia) el censo de las poblaciones originales resulta difícil por las reintroducciones recientes.
Andalucía es la región española con mayores efectivos, contando con unos 9.000 ejemplares. de estos cerca de 5.000 se encuentran en Doñana y unos 3.000 en el parque natural de La Breña y Marismas del Barbate.
Este taxón se presenta en las zonas costeras no penetrando más de unos cientos de metros hacia el interior. Aparece como integrante de asociaciones termomediterráneas litorales, con ombroclima que varía de seco a subhúmedo, sometido a la brisa marina y formando parte, en su etapa madura, de un enebral con sabinas que constituye en Andalucía la geoserie Rhamno-Junipereto macrocarpae. En zonas más protegidas y estables, como pueden ser las dunas del Parque nacional de Doñana, esta geoserie lleva como orla la comunidad de camariñas (Rubio longifoliae-Coremetum albi), sustituida en las depresiones y valles interdunares por un matorral abierto (Artemisio-Armerietum pungentis) adaptado también a esta influencia aerohalina. En los claros del matorral se instalan comunidades de pequeños terófitos efímeros (Linarion pedunculatae). Los factores que más influyen en la presencia de este taxón son el tipo de suelo y la incidencia aerohalina. Las raíces están bien adaptadas a suelos arenosos inestables y contribuyen a la fijación de dunas costeras. Al estabilizarse los suelos, ir aumentando la materia orgánica acumulada y disminuir el efecto aerohalino, van surgiendo especies del matorral y bosque mediterráneos con la consiguiente regresión e incluso desaparición del enebro. En la Comunidad Valenciana está presente en las tres provincias, donde se conocían un total de seis poblaciones: parque natural del Prat de Cabanes-Torreblanca, en Castellón, Dehesa de la Albufera, en Valencia, Cova Tallada, Cap Prim, Cap Negre y Serra Gelada en Alicante. Las nuevas poblaciones localizadas son las de Oropesa Vieja (Oropesa del Mar), sobre acantilados calizos, playa del Serradal en Alcalá de Chivert, sobre cordón de cantos,  playa de la Barraca-El Portichol (Jávea) sobre acantilados calizo-margosos, y Cala de la Barra (Jávea)también sobre acantilados calizo-margosos. En la Región de Murcia, por crónicas históricas, se conoce la existencia de este tipo de enebros en las dunas de La Manga del Mar Menor, así en una crónica de 1573 se menciona la presencia de "ginebros" (enebros) y "çabinas" (sabinas de las dunas) donde se emboscaban los piratas berberiscos. En la actualidad, la especie se encuentra totalmente extinguida en la zona.

## Taxonomía
Juniperus oxycedrus subsp. macrocarpa fue descrita por Sibth. & Sm. y publicado en Florae Graecae Prodromus 2: 263. 1913.
Etimología
Juniperus: nombre genérico que procede del latín iuniperus, que es el nombre del enebro.
macrocarpa: epíteto latíno que significa "con un gran fruto"
Sinonimia
- Juniperus attica Orph.
- Juniperus biasolettii Link
- Juniperus communis var. macrocarpa (Sm.) Spach
- Juniperus elliptica Carrière
- Juniperus lobelii Guss.
- Juniperus major Dioscorides ex Bubani
- Juniperus neaboriensis Lawson ex Gordon
- Juniperus oblongata Guss.
- Juniperus oxycedrus var. globosa (Neilr.) Rouy
- Juniperus oxycedrus var. lobelii (Parl.) Rouy
- Juniperus oxycedrus var. macrocarpa (Sm.) Silba
- Juniperus sphaerocarpa Antoine
- Juniperus umbilicata Godr.
- Juniperus willkommii Antoine
- Sabina phoenicea var. lobelii (Guss.) Antoine[9][10]

## Nombres comunes
- Castellano: càdec de mar, enebro marino, enebro marítimo.[11]